# Katharina Diez

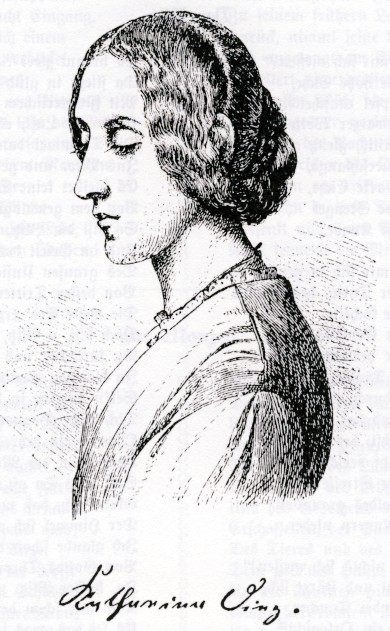
Porträt von Katharina Diez; Stich um 1885.

Katharina Diez (* 2. Dezember 1809 in Netphen bei Siegen; † 22. Januar 1882 ebenda) war eine deutsche Schriftstellerin.

## Leben
Katharina Diez wurde als eine von drei Töchtern des Stift Keppeler Rentmeisters Diez in Netphen geboren, wo sie ihre Kindheit und Jugend verbrachte. Nach dem Tod der Eltern lebte sie bei ihrer Schwester, der Schriftstellerin Elisabeth Grube in Düsseldorf, wo sie ebenfalls schriftstellerisch tätig wurde. Bereits 1846 zog sie für zwei Jahre nach Berlin zu einer weiteren Schwester, kehrte jedoch zu ihrer Schwester Elisabeth nach Düsseldorf zurück, wo sie bis zu deren Tod 1871 lebte. Katharina Diez wurde von zahlreichen schweren Krankheiten heimgesucht. In Königin Elisabeth von Preußen fand sie eine Mäzenin, die die bürgerliche Katharina Diez 1864 zur Ehrenstiftsdame des adligen Stifts Keppel bei Hilchenbach ernannte. Dadurch stand ihr eine kleine Pension (Präbende) zu, eine Residenzpflicht bestand für sie jedoch nicht. 
Nach dem Tod ihrer Schwester Elisabeth zog Katharina Diez nach Netphen, wo sie 1882 verstarb. Sie liegt auf dem alten Kirchspielfriedhof an der Martini-Kirche begraben.

## Literarische Bedeutung
Zentrale Bedeutung im Gesamtwerk von Katharina Diez haben die Epen, die oft ins lyrische übergehen und teilweise subjektiv aus der Sicht der Schriftstellerin selbst geschrieben sind. Ihre Werke wurden so als vortrefflich, gedankenreich und zart beschrieben, jedoch wurde auch kritisiert, dass die epische Dichtung als derartige ihre Charakteristik verliert. Ihre epischen Dichtungen beschäftigten sich einerseits mit biblischen Stoffen (z. B. Hagar, Ruth, Abrahams Opfer, Joseph. Gedicht nach dem alten Testament), aber auch mit geschichtlichen Personen, wie z. B. Die heilige Elisabeth von Ungarn oder das von Zeitgenossen gelobte Epos Agnes Bernauer.  
Mit ihrer Schwester Elisabeth Grube veröffentlichte Katharina Diez die beiden Gedichtsammlungen Liederkranz und Wiesenblumen von der Sieg und Feldblumen vom Rheine. Sie war zudem als Jugendschriftstellerin tätig und schrieb mit Frühlingsmärchen ein Werk, zu dem Willibald Alexis 1851 das Vorwort verfasste. Ihr Werk Neue Märchen aus Wald, Feld und Wiese führte zu Vergleichen mit Gustav von Putlitz; sie schrieb zudem Sonette, Erzählungen, Romane und sogar Dramen. Das Schauspiel Frithjof, das 1879 entstand, wurde u. a. auf der Hofbühne in Sigmaringen erfolgreich aufgeführt.

## Ehrung
In Netphen trägt heute eine Straße den Namen von Katharina Diez.

## Werke

### Lyrik
- Liederkranz (mit Elisabeth Grube, 1842)
- Die heilige Elisabeth Von Ungarn, Landgräfin von Thüringen (1845)
- Der Johannistag (1845)
- Sonnenkönig's Bräutigam (1845)
- Wiesenblumen von der Sieg und Feldblumen vom Rheine (mit Elisabeth Grube, 1847)
- Dichtungen nach dem alten Testamente (1852)
- Joseph. Gedicht nach dem Alten Testament (1855)
- Agnes Bernauer. Gedicht (1857)
- Biblische Frauen (1864)
- Bilder aus dem Krieg (mit Elisabeth Grube und Julie Ludwig, 1866)
- Der kleine Steinklopfer (undat.)
- Der Kindesliebe Sieg (undat.)

### Prosa
- Ostermorgen eines Küsters. Berlin: Diesterweg u. Kalisch, 1847. Digitalisierte Ausgabe der Universitäts- und Landesbibliothek Düsseldorf
- Frühlingsmärchen (1851)
- Neue Märchen aus Wald, Feld und Wiese (1854)
- Onkel Martin (1859)
- Thoms. Aus dem Dorfleben (1860)
- Eine Jugendfreundschaft. Scheitlin, Stuttgart 1861. (IDigitalisat)
- Stephanie, Königin von Portugal. Lebensbild einer deutschen Fürstentochter aus unserer Zeit. Scheitlin, Stuttgart 1864.
- Nach Mexiko und zurück in die Heimath. Scheitlin, Stuttgart 1866.
- Editha. Decker, Berlin 1867.
- Heinrich Heines erste Liebe. Janke, Berlin 1870. (Digitalisat)

### Drama
- Jephthas Opfer. Trauerspiel in 5 Akten mit einem Vorspiel. Decker, Berlin 1874. (Digitalisat)
- Frithjof. Schauspiel in fünf Aufzügen mit freier Benützung von Tegnér's Frithjofsage. Wolf, München 1877. (Digitalisat)